# Retrat d'Isabel d'Este (Ticià)
Retrat d'Isabel d'Este (o Isabel en negre) és una pintura realitzada en oli sobre tela pel pintor venecià Ticià, que la va crear entre 1534 i 1536. Mostra la marquesa de Màntua, Isabel d'Este (1474-1539), filla del duc Hèrcules I d'Este i d'Elionor de Nàpols. Tot i que aquí es mostra com a dona jove, Isabel tenia al voltant de 62 anys quan l'obra va ser pintada. Ella era socialment ambiciosa i sembla que era conscient de l'efecte que les pintures fetes per artistes famosos podrien tenir en la seva reputació i prestigi -va encarregar altres retrats a Leonardo da Vinci i Andrea Mantegna. Isabel en negre es troba avui al Museu d'Història de l'Art de Viena.
És un dels dos retrats que Ticià li va pintar; Isabel en vermell (o Isabel envellida), de 1529, és conegut només per una còpia de Peter Paul Rubens. S'hi mostra una Isabel més envellida i matrona; es disgustà tant amb el retrat, però, que va demanar un segon retrat idealitzat, que la mostrés quaranta anys més jove. L'historiador d'art Lionel Cust esmenta que la fama i renom d'Isabel no fou a causa de "la seva bellesa, sinó per l'intel·lecte i caràcter".

## Descripció
La segona pintura d'Isabel de Ticià es concentra en la seva alta posició social, la seva forta personalitat, la intel·ligència, i en una segona versió de la seva bellesa. Isabel era una col·leccionista d'antiguitats i d'art contemporani, i com una poderosa mecenes de la cultura va ser en part responsable del desenvolupament d'un tribunal altament refinat a Màntua. A causa d'això, Ticià, de vegades pintor encarregat, en depenia econòmicament, i hagué d'afalagar i retre homenatge a la seva protectora. Encara que ella és retratada com una dona bella, molt més jove, l'espectador copsa sense dubte el seu estatus social elevat i la sofisticació cultural. Ella té la boca petita arrodonida, els ulls grans i ovalats, i les celles fosques i arquejades. Té la pell pàl·lida, les galtes rosades, i un clotet al final de la barbeta. Hi ha una dualitat en la seva expressió facial: tot i els trets suaus, la seva personalitat forta i contundent és evident, accentuada pel fet que el cos està rígid i es troba en posició vertical, que li dona un aire imperiós.

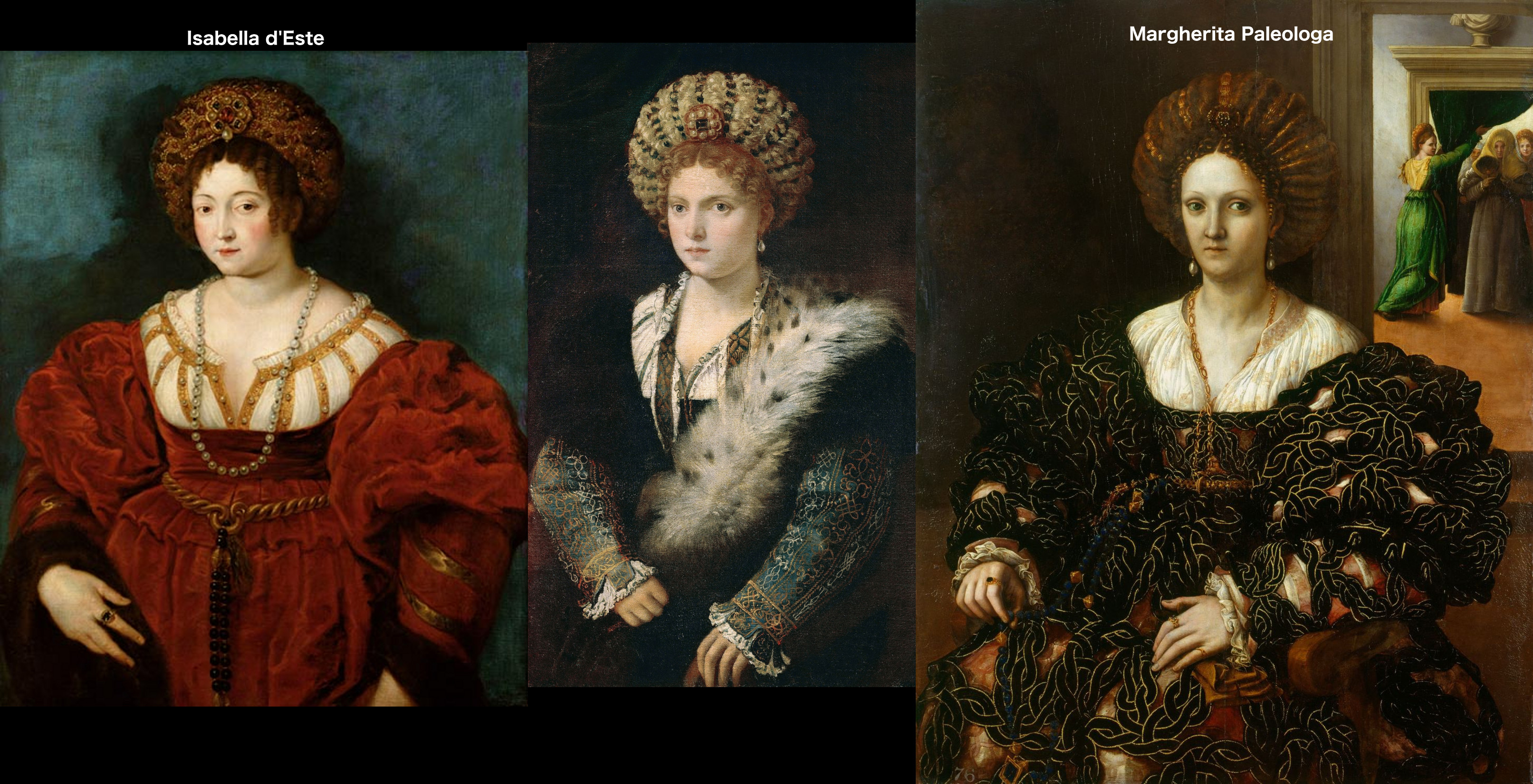
Comparació:
Isabel en vermell (Ticià, còpia de Rubens) Kunsthistorisches Museum;
Isabel en negre (Ticià), Kunsthistorisches Museum;
Margherita Paleologa (Romà) Col·lecció Reial, Londres

El cabell, ros, el duu lligat, i porta un sumptuós turbant. El vestit està ricament brodat amb pell, vellut i seda, les mànigues decorades amb or i ornaments d'argent. Amb la seda rellueixen les joies. L'obra reflecteix la tendència de Ticià a posar èmfasi en les mans del subjecte; les mànigues amb decoració elaborada i detallada serveixen per a cridar l'atenció dels espectadors cap a les mans.